# Turn Up the Love
Singles de Far East Movement
Dirty Bass
(2012) Where the Wild Things Are
(2012)
Singles par Cover Drive
Sparks
(2012) Explode
(2012)
Turn Up the Love est une chanson du groupe américain Far East Movement en collaboration avec le groupe Cover Drive sortie le 21 juin 2012. 3e single extrait du 4e album studio Dirty Bass (2012), la chanson est produit par Axident et Wallpaper.

## Formats et liste des pistes
| 1. | Sans titre (feat. Cover Drive) | 3:16 |

| 1. | Sans titre (feat. Cover Drive)                                    | 3:16 |
| 2. | Turn Up the Love (feat. Cover Drive) (Supasound Radio Edit Remix) | 3:24 |
| 3. | Sans titre (feat. Cover Drive) (7th Heaven Radio Remix)           | 3:54 |

## Crédits et personnels
- Chanteurs : Far East Movement and Cover Drive
- Réalisateur : Axident, Wallpaper
- Parolier : R. Reed, James Roh, Kevin Nishimura, Virman Coquia, Jae Choung, A. Schuller, M. Baier
- Label : Cherrytree, Interscope

## Classement par pays
| Classement (2012)                  | Meilleure position |
| ---------------------------------- | ------------------ |
| Australie (ARIA)                   | 8                  |
| Belgique (Flandre Ultratip 100)    | 78                 |
| Belgique (Wallonie Ultratip 50)    | 25                 |
| Danemark (Tracklisten)             | 35                 |
| Finlande (Suomen virallinen lista) | 15                 |
| France (SNEP)                      | 26                 |
| France (Club 40)                   | 22                 |
| Irlande (IRMA)                     | 14                 |
| Écosse (OCC)                       | 10                 |
| Estonie (European Hit Radio)       | 4                  |
| Pays-Bas (Single Top 100)          | 12                 |
| Pologne (Top 5 Video Airplay)      | 1                  |
| Nouvelle-Zélande (RMNZ)            | 8                  |
| Suède (Sverigetopplistan)          | 23                 |
| Royaume-Uni (UK Singles Chart)     | 13                 |
| Royaume-Uni (UK Dance Chart)       | 2                  |

### Certifications
| Pays      | Organisme | Certification | Vente   |
| --------- | --------- | ------------- | ------- |
| Australie | ARIA      | 2 × Platine   | 140 000 |
| Danemark  | IFPI      | Or            | 15 000  |

## Historique de sortie
| Pays        | Date            | Format     | Label              |
| ----------- | --------------- | ---------- | ------------------ |
| Royaume-Uni | 29 juillet 2012 | EP Digital | Interscope Records |